# Fête de famille (mini-série)
Pour les articles homonymes, voir Fête de famille.
Fête de famille est un feuilleton télévisé de Lorenzo Gabriele en coproduction belge-française-suisse en six épisodes de 55 minutes, diffusée entre le 8 mars et le 22 mars 2006 sur France 2.

## Synopsis
À l'occasion de l'anniversaire de Colette, un repas de famille est organisé chez Francis et Colette. Les quatre enfants et leurs familles sont de la fête : Marc, sa jeune compagne Betty, son ex-épouse Florence, leur fille Lou, Odile, son mari et leurs trois enfants, Yvan, éternel adolescent trentenaire, et Charlotte, la benjamine.
Deux de ces personnages souhaitent profiter de cette occasion pour faire une annonce aux autres invités. Colette veut à tout prix dévoiler à toute cette assemblée qu'elle a pris la décision, à l'insu jusqu'alors de Francis, de le quitter pour un autre. Charlotte, quant à elle, a organisé son mariage surprise avec « Newton » pour l'après-midi même. L'annonce de Colette, les contrariétés de Charlotte, ainsi que les problèmes financiers de Marc, vont plonger la petite famille dans un malaise qui va remettre en cause bien des situations.

## Distribution
- Danièle Lebrun : Colette
- Jean-Luc Bideau : Francis (mari de Colette)
- Antoine Duléry : Marc (fils de Francis et Colette)
- Camille Japy : Odile (fille de Francis et Colette)
- François Vincentelli : Yvan (fils de Francis et Colette)
- Toinette Laquière : Charlotte (fille de Francis et Colette)
- Marie-Sophie L. : Florence (ex-épouse de Marc)
- Mélanie Thierry : Betty (conjointe de Marc)
- Jean-Michel Noirey : Gérald (mari d'Odile)
- Loïc Corbery : Newton (fiancé de Charlotte)
- Morgane Cabot : Lou (fille de Marc et Florence)
- Valentina Vargas : Monica (amie d'Yvan)
- Arthur Mazet : Blaise (fils de Gérald et Odile)
- Pénélope Darnat : Peggy (fille de Gérald et Odile)
- Jacques Balutin : Richard (amant de Colette)

## Épisodes
1. Joyeux Anniversaire
2. Tout va très très bien
3. Quand on a tout pour être heureux
4. On n'est pas des surhommes
5. L'envie qui remonte
6. Maladie d'Amour